# Phyllium drunganum
Phyllium drunganum är en insektsart som beskrevs av Yang, J. 1995. Phyllium drunganum ingår i släktet Phyllium och familjen Phylliidae. Inga underarter finns listade i Catalogue of Life.